# Orani (Italia)
Orani (Orane in sardo) è un comune italiano di 2 606 abitanti della provincia di Nuoro in Sardegna, la cui altitudine varia dai circa 490 ai 630 m s.l.m.

## Storia

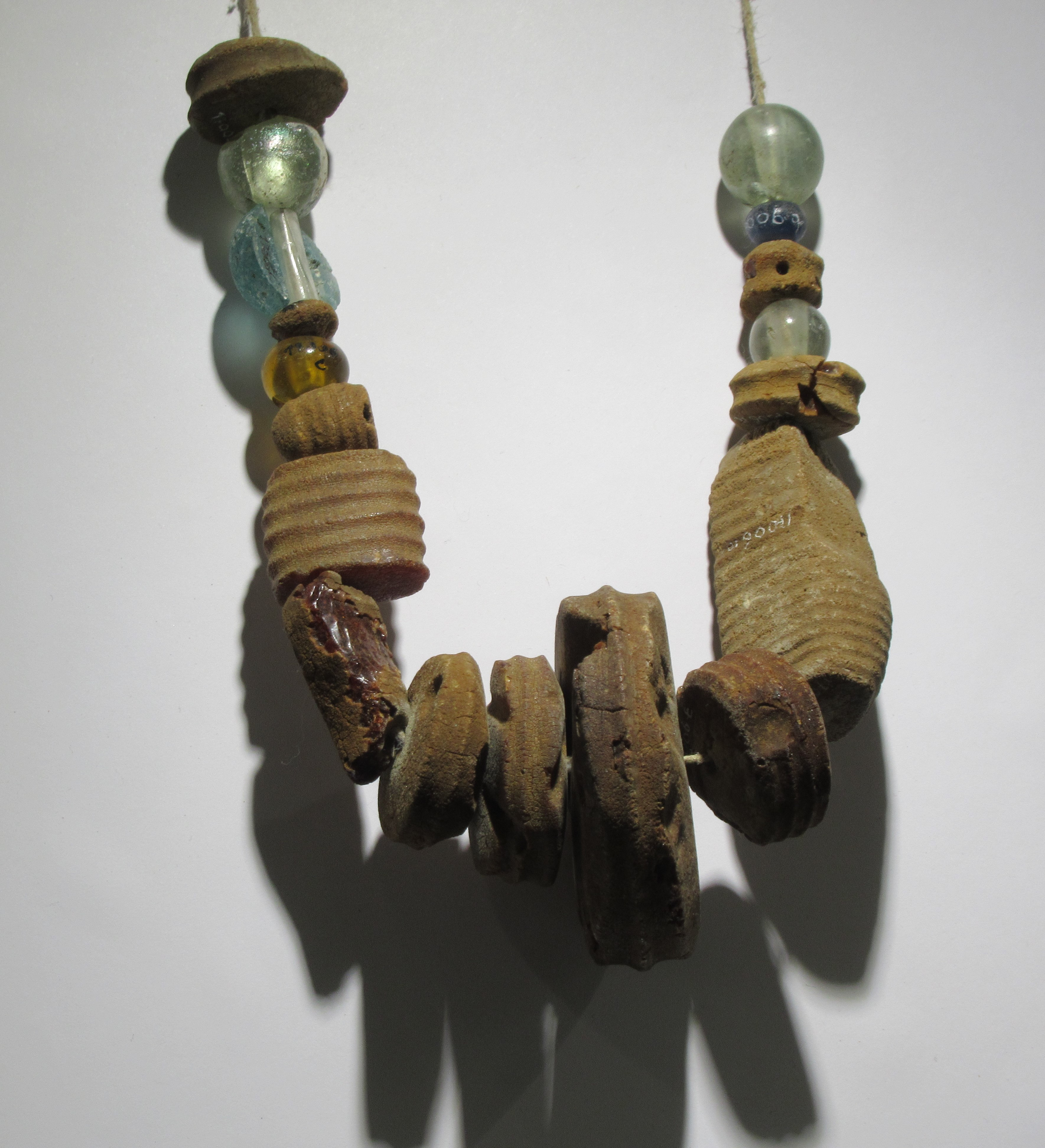
Collana con vaghi in ambra, cristallo di rocca e pasta vitrea dal Nuraghe Nurdole

L'area fu abitata già in epoca prenuragica, nuragica e romana, per la presenza nel territorio di alcune domus de janas, di numerosi nuraghi e di ruderi di edifici termali.
Nel Medioevo la villa, che era divisa in due borgate, appartenne al giudicato di Torres e fece parte della curatoria di Sarule prima e di quella di Ottana poi. Nel territorio esisteva un'altra villa, Oddini, centro risalente all'epoca romana, che andò distrutta in epoca aragonese. Alla caduta del giudicato (intorno al 1259) passò al giudicato di Arborea e dal 1410 al marchesato di Oristano. Alla definitiva sconfitta degli arborensi, nel 1478, passò sotto la dominazione aragonese. Gli aragonesi ne fecero un feudo che nel 1617 costituì insieme con Oniferi, Sarule, Ottana, Orotelli, l'encontrada di Nuoro e quella di Bitti, il marchesato di Orani, feudo dapprima di Caterina Da Silva e poi dei Fadriguez Fernandez, finché fu riscattato agli ultimi feudatari nel 1839 con la soppressione del sistema feudale voluta dai Savoia.
Buona parte dell'economia locale si resse, a partire dal 1917, grazie allo sfruttamento delle locali miniere di talco, molto attive fino al 1978 e oggi con attività alquanto ridimensionata.

### Simboli
Lo stemma e il gonfalone del comune di Orani sono stati concessi con decreto del presidente della Repubblica del 31 gennaio 1984.
Lo stemma è d'argento, al leone d'oro, linguato di rosso, sormontato da una corona marchionale, anch'essa d'oro, e accompagnato in punta da un terrazzo montuoso di verde.
Il gonfalone è un drappo troncato di verde e di rosso.

## Monumenti e luoghi d'interesse

### Architetture religiose
- Chiesa di Nostra Signora d'Itria
- Chiesa di Sant'Andrea Apostolo
- Campusantu Vezzu
- Santuario Monte Gonare
- Chiesa San Giovanni Battista
- Chiesa Il Rosario
- Chiesa San Giorgio
- Chiesa San Paolo
- Chiesa Lo Spirito Santo
- Chiesa Sant'Elia
- Chiesa San Francesco Saverio

### Siti archeologici
- Tomba dei Giganti Oddocaccaro
- Villaggio nuragico Nurdole
- Dolmen Santoreddu, situato in una zona denominata Barbagia a circa 2 chilometri dal cebtro comunale. Queste le coordinate:  Latitudine: 40.25976  Longitudine: 9.19853

## Società

### Evoluzione demografica
Abitanti censiti

### Lingue e dialetti
La variante del sardo parlata a Orani è simile a quella nuorese.

### Tradizione e folclore
Le principali feste del paese sono:

Foto d'epoca di una coppia di Orani in abito tipico. L'uomo indossa la classica Berrita, il copricapo che completa il costume sardo.

- San Daniele, 12-13-14 ottobre, animata da un comitato di giovani e meno giovani che organizzano tre giornate all'insegna delle tradizioni e del divertimento.
- Carnevale, dai fuochi di Sant'Antonio abate fino al martedì grasso, con la comparsa delle tipiche maschere de "sos Bundhos".[6]
- Sant'Andrea, patrono del paese.
- Cortes Apertas, fine settembre inizio ottobre.
- Nostra Signora di Gonare, 8 settembre.
- Corpus Domini, giugno.

## Cultura

### Musei
Il museo Nivola, situato nell’antico lavatoio di via Gonare, è dedicato all’artista oranese Costantino Nivola.

## Amministrazione
| Periodo         | Periodo         | Primo cittadino | Partito                                  | Carica  | Note   |
| --------------- | --------------- | --------------- | ---------------------------------------- | ------- | ------ |
| 23 aprile 1995  | 16 aprile 2000  | Celestina Coi   | liste civiche di centro-sinistra         | Sindaco | [ 7 ]  |
| 16 aprile 2000  | 8 maggio 2005   | Pasquale Sulis  | liste civiche di centro-sinistra         | Sindaco | [ 8 ]  |
| 8 maggio 2005   | 30 maggio 2010  | Franco Pinna    | lista civica                             | Sindaco | [ 9 ]  |
| 30 maggio 2010  | 31 maggio 2015  | Franco Pinna    | lista civica "Continuità e Rinnovamento" | Sindaco | [ 10 ] |
| 6 giugno 2016   | 10 ottobre 2021 | Antonio Fadda   | lista civica "Pro Orane"                 | Sindaco | [ 11 ] |
| 11 ottobre 2021 | in carica       | Marco Ziranu    | lista civica "Uniti per Orani"           | Sindaco | [ 12 ] |

## Economia

### Artigianato
Tra le attività economiche più tradizionali e rinomate vi sono quelle artigianali, che si distinguono per la produzione di cassapanche e per l'arte della tessitura.

## Sport

### Calcio
La principale squadra di calcio della città è la Polisportiva Orani Calcio che milita nel girone E sardo di 2ª Categoria. I colori sociali sono l'azzurro e il verde.